# Caradiophyodus
Caradiophyodus – wymarły rodzaj błonkówek z nadrodziny Platygastroidea, jedyny z monotypowej rodziny Caradiophyodidae. Obejmuje tylko jeden opisany gatunek, C. saradae. Żył w kredzie na terenie współczesnej Mjanmy.

## Taksonomia
Rodzaj i gatunek typowy opisane zostały po raz pierwszy w 2023 roku przez George’a Poinara i Fernanda E. Vegę na łamach „Life”. Opisu dokonano na podstawie inkluzji w bursztynie birmańskim odnalezionej w Noije Bum w dolinie Hukawng na terenie mjanmańskiego stanu Kaczin. Datuje się ją na alb lub cenoman w kredzie (97–110 mln lat temu). Nazwa rodzajowa pochodzi z greki i odnosi się do wcięcia na głowie owada – cechy unikalnej na tle całych Platygastroidea. Epitet gatunkowy nadano natomiast na cześć genetyczki Sarady Krishnan.

## Morfologia
Błonkówka o ciele długości około 1,3 mm, ubarwiona czarno bez połysku metalicznego.
Hipognatyczna głowa odznaczała się wyraźnym, podkowiastym, wyniesionym sklerytem, ciągnącym się na jej wierzchu wzdłuż wewnętrznych krawędzi oczu i tuż przed bocznymi przyoczkami zakończonym, również grzbietowo położonym poziomym wcięciem między oczami a umieszczonymi poniżej nich sklerytami subokularnymi oraz ulokowanymi tuż powyżej jamy przedgębowej i stykającymi się ze sobą torulusami. Czułki budowało 15 członów, z których trzonek był krótki, nóżka opatrzona brzuszną listewką, a człony biczyka w większości poprzeczne, te wierzchołkowe wyposażone w brodawkowate narządy zmysłowe.
Gładka mezosoma miała pozbawione żeberka i sięgające ku tyłowi do teguli przedplecze, opatrzoną poprzecznym żeberkiem i pozbawioną notauli tarczę śródplecza oraz kwadratowawą tarczkę ze szczątkowym szwem poprzecznym. Skrzydła miały błony i krawędzie porośnięte szczecinkami, a użyłkowanie zredukowane, niezamykające żadnej komórki. Skrzydło przednie osiągało 850 µm długości, sięgając prawie do szczytu odwłoka; cechowało się wyraźną żyłką submarginalną stykającą się z przednim brzegiem na niewielkiej pterostygmie, krótką żyłką postmarginalną, prostą żyłką stygmalną, niepełnym sektorem radialnym oraz brakiem unkusa. Wąskie, osiągające 500 µm długości skrzydło tylne pozbawione było haczyków. Odnóża charakteryzowały się rozdętymi udami, wąskimi i prostymi goleniami, z których tylne miały po dwie, a pozostałe po jednej ostrodze, oraz stopami zbudowanymi z pięciu członów, z których pierwszy był najdłuższy, a ostatni zwieńczony spiczastymi pazurkami.
Metasoma była siedząca; zewnętrznie widać było sześć jej segmentów w całości i część segmentu siódmego. U samicy występowało teleskopowo składane pokładełko.

## Paleoekologia
Siedliskiem tego owada były gorące i wilgotne tropikalne lasy deszczowe o bujnej roślinności. Zdominowane były przez araukariowate, zwłaszcza z rodzaju agatis, ale występowały tu też sekwoje, metasekwoje, sosny, cedry i cyprysy. Piętro podszytu tworzyły głównie paprocie i widłaki właściwe. Pory roku determinowane były głównie przez opady. Lasy te rosły nad brzegami rzek, jezior, lagun czy estuariów, o czym świadczy udział fauny słodkowodnej. Nie były odległe od wybrzeży morskich, jako że w bursztynie birmańskim czasem spotkać można organizmy słonowodne, a zwłaszcza ślady ich działalności. Biota lasów cechowała się dużą bioróżnorodnością; do 2024 roku stwierdzono w burmicie około 2770 gatunków, 1757 rodzajów i 726 rodzin organizmów lądowych i słodkowodnych, w tym około 2580 gatunków, 1623 rodzaje, 647 rodzin, 67 rzędów i 8 gromad stawonogów.
W tym samym fragmencie bursztynu co Caradiophyodus znajdują się inkluzje samca i jaj czerwców przylegające do ciała błonkówki. Przypuszcza się na tej podstawie, że Caradiophyodus był parazytoidem jaj lub larw czerwców, jak to ma miejsce u wielu współczesnych przedstawicieli nadrodziny.